# Guinea (Alava)
Guinea en espagnol ou Ginea en basque est une commune ou une contrée appartenant à la municipalité de Valdegovía dans la province d'Alava, située dans la Communauté autonome basque en Espagne.